# Claude-Ambroise Seurat
Pour les articles homonymes, voir Seurat.

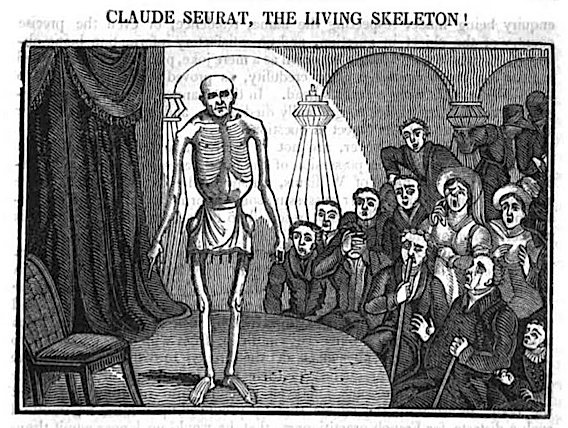
Gravure d'époque (1825) par John Byfield.

Claude-Ambroise Seurat, né le 9 avril 1798 (20 germinal an 6) à Troyes (Aube, France) et mort le 2 juillet 1841 à Xhendelesse (Province de Liège, Belgique), est une personnalité française liée au monde du spectacle de foire et à la tératologie. 

## Biographie
Fils d'un tailleur fripier, Claude Seurat était présenté au public sur scène, lors de tournées, comme une attraction spectaculaire et surnommé  « l'homme anatomique ou le squelette vivant » à cause de son extrême maigreur.
Selon le témoignage d'un contemporain, le londonien William Hone, il mesurait cinq pieds, sept pouces et demi (1,71 m) pour 78 livres (35 kg). Un autre témoignage contemporain, celui du comte Joseph de Cissé, donne comme mesures la taille de « cinq pieds trois pouces, ne pesant que quarante-trois livres » (soit 1,72 m pour un poids de 21 kg). Martin Monestier donne une autre mesure de 1,63 m pour un poids de 16 kg.

## Iconographie
- Gravure sur bois anonyme en frontispice de l'ouvrage de Joseph de Cissé (1828)[4]
- Dessin au crayon de Francisco de Goya daté et situé Bordeux [Bordeaux] ano 1826 (Musée du Prado)[5].